# Georgina Chapman

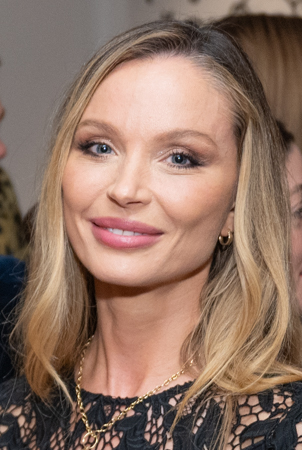
Georgina Chapman im Jahr 2024

Georgina Chapman (* 14. April 1976 in Hammersmith, London, England) ist eine englische Modedesignerin und Schauspielerin.

## Leben
Georgina Chapman ist die Tochter der Journalistin Caroline Wonfor und des Multimillionärs Brian Chapman, Gründer des Kaffee-Konzerns Percol.
Sie studierte am Chelsea College of Art and Design und machte 2001 einen Abschluss an der Wimbledon School of Art. Während des Studiums arbeitete sie als Model für Mode- und Kosmetikfirmen.
Nach dem Studium war sie zunächst als Modedesignerin tätig und übernahm kleine Nebenrollen in englischen Spielfilmen. 2004 gründete sie zusammen mit ihrer ehemaligen Studienkollegin Keren Craig das Luxus-Modelabel Marchesa mit Sitz in New York. 2019 trennte sich Craig von Marchesa, nachdem der Umsatz des Labels in Folge des Weinstein-Skandals eingebrochen war. 2021 brachte sie in Zusammenarbeit mit dem spanischen Brautmoden-Luxuslabel „Pronovias“ eine eigene Kollektion heraus.
Chapman war von 2007 bis 2021 mit dem Filmproduzenten Harvey Weinstein verheiratet, mit dem sie zwei Kinder hat. Sie trennte sich von ihm 2017, und reichte die Scheidung ein, als Vorwürfe gegen ihn wegen sexuellen Missbrauchs und Vergewaltigung bekannt wurden. Sie erzielten eine Einigung im Januar 2018, die Scheidung wurde im Juli 2021 vollzogen. Seit 2020 ist sie mit dem Schauspieler Adrien Brody liiert.

## Filmografie
- 2000: Jeffrey Archer: The Truth
- 2001: Desire
- 2003: Shanghai Knights
- 2003: Sons & Lovers
- 2004: Liebe lieber indisch (Bride & Prejudice)
- 2004: A Soldier’s Tunic
- 2004: Piccadilly Jim
- 2005: Entgleist (Derailed)
- 2005: The Business
- 2005: Match Point
- 2005: Unleashed – Entfesselt (Danny The Dog)
- 2005: Zemanovaload
- 2006: Factory Girl
- 2006: Project Catwalk
- 2007: Awake
- 2007: Nanny Diaries (The Nanny Diaries)
- 2009: Gossip Girl (Fernsehserie, eine Folge)
- 2012–2019: Project Runway: All Stars